# Islas Mackellar
Las islas Mackellar (66°58′S 142°40′E / -66.967, 142.667) son un grupo de unas 30 islas pequeñas y rocas que se encuentran a 3 km al norte del cabo Denison en el centro de la Bahía de la Commonwealth, Antártida. Fueron descubiertas por la Expedición Antártica Australiana (1911–1914) al mando de Douglas Mawson, quien las nombró en honor a C.D. Mackellar de Londres, un financista de la expedición.

## Reclamación territorial
Las islas son reclamadas por Australia como parte del Territorio Antártico Australiano, pero esta reclamación está sujeta a las disposiciones del Tratado Antártico.